# 사랑을 찾아서 (1928년 영화)
《사랑을 찾아서》는 나운규 감독·각본의 1928년 한국 영화이다. 흑백 35밀리 무성 영화이다.

## 줄거리
구한말의 군의 나팔수로 있었던 금룡은 일제의 등쌀에 못이겨 북간도로 떠나간다. 살림살이는 다 팔아 정리했어도 나팔만은 가지고 가다가 나운규라는 젊은 지사와 총 잘 쏘는 윤봉춘, 그의 애인 전옥을 만난다. 이들은 어느 마을에 주저앉는다. 그 후 그 마을을 개척하기로 합의하고, 한편 교육에도 힘을 기울인다. 어느날 그들은 마적들의 습격을 받아,쫓겨서 두만강을 건너오게 되었다. 일본 수비대들은 그들을 독립군으로 착각하고 사격을 가하여 모두 죽인다. 금룡은 동료들의 사기를 높이려고 끝까지 나팔을 불다가 죽는다. 나운규가 다시 그 나팔을 주워 불며, 동지들을 찾아 눈내리는 두만강을 헤맨다. 그러다가 나운규마저 총을 맞고 최후의 순간까지 나팔을 불다가 죽는다. 그 나팔소리는 말 못하는 백의민족의 저항 의식을 밑바닥에 깔고 있었다.

## 개요
'나운규 프로덕션' 제3회작으로, 원명은 <두만강을 건너서>였었는데 검열에서 내용이 불순하다고 하여 <저 강을 건너서>로 제목을 바꾸어 겨우 극장에 붙였으나, 상영 도중 재검열을 받아 결국 <사랑을 찾아서>로 다시 제목을 바꿔야했던 파란 많은 영화였다. 고향(조국)을 버리고 북간도로 떠나는 실향민의 비참한 상황을 리얼리즘적인 입장에서 묘사한 작품으로, 나운규가 <아리랑> 이래 최대의 야심을 갖고 제작한 장편(14권) 서사시였다.

## 출연
- 나운규
- 이금룡
- 전옥

## 같이 보기
- 한국 영화